# Blue Lives Matter
Blue Lives Matter, qui se traduit en français par « les vies bleues comptent » (« les vies des policiers comptent »), est un mouvement de contestation né en 2014 aux États-Unis à la suite du meurtre de deux policiers et en opposition au mouvement Black Lives Matter, dans la foulée des émeutes de Ferguson.

## Histoire

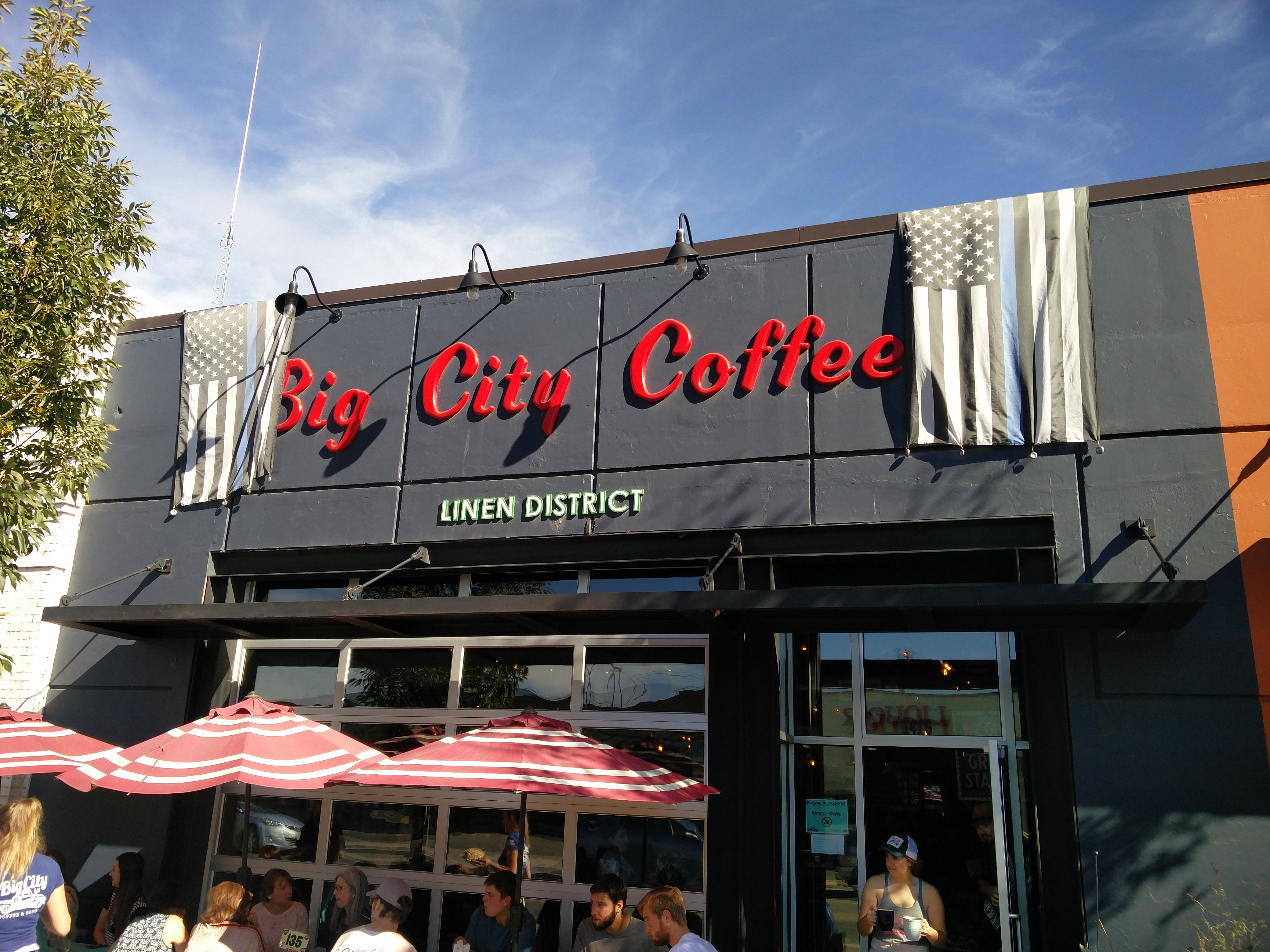
Deux drapeaux Thin Blue Line posés sur un café à Boise, dans l'Idaho en 2016.

Le point de départ du mouvement est le meurtre, le 20 décembre 2014 à Brooklyn, de Rafael Ramos et Wenjian Liu, deux agents du NYPD, par Ismaaiyl Brinsley, un Afro-Américain qui cherchait à venger les morts de deux autres Afro-Américains, Eric Garner et Michael Brown, eux-mêmes tués par des policiers,,.   
Trois policiers du New York City Police Department (NYPD), Joseph Imperatrice, Chris Brinkley et Carlos Delgado, lancent le mouvement Blue Lives Matter en distribuant des bracelets portant cette devise. L'actuel porte-parole national de Blue Lives Matter est le lieutenant à la retraite du département de la police métropolitaine de Las Vegas, Randy Sutton.  
Les partisans de Blue Lives Matter, principalement des policiers en service ou retraités, s'indignent régulièrement sur le site The Police Tribune de la façon dont l'action de la police est traitée dans les médias, et dénoncent le prétendu laxisme des juges et le racisme des manifestants de gauche. Le site The Police Tribune, qui diffuse chaque jour des articles à plus de 2 millions d’abonnés, est la propriété de l'entreprise de vêtements Warrior 12, qui vend des produits patriotiques, et dont l'identité des propriétaires est masquée par un enregistrement dans le paradis fiscal du Delaware. La nature, commerciale ou politique, du « partenariat » entre The Police Tribune et Warrior 12 est obscure.  
En septembre 2015, plus de cent policiers du LAPD, la police municipale de Los Angeles, prennent part à un rassemblement Blue Lives Matter à Hollywood pour « montrer leur soutien au département à un moment où […] les embuscades mortelles de policiers dans d'autres villes laissent à travers le pays les autorités se sentir en état de siège ».  
Sous l'influence de Blue Lives Matter, la Louisiane adopte en 2016 une loi qui fait des crimes contre des policiers, des pompiers ou du personnel médical des crimes de haines. La législation, rédigée par le représentant de l'État, Lance Harris, a été promulguée par le gouverneur John Bel Edwards. La loi fait passer les délits de crimes haineux à une amende supplémentaire de 5 000 $ ou cinq ans de prison, tandis que les délits liés aux crimes de haine sont passibles d'une amende supplémentaire de 500 $ ou de six mois de prison.  

## Critique

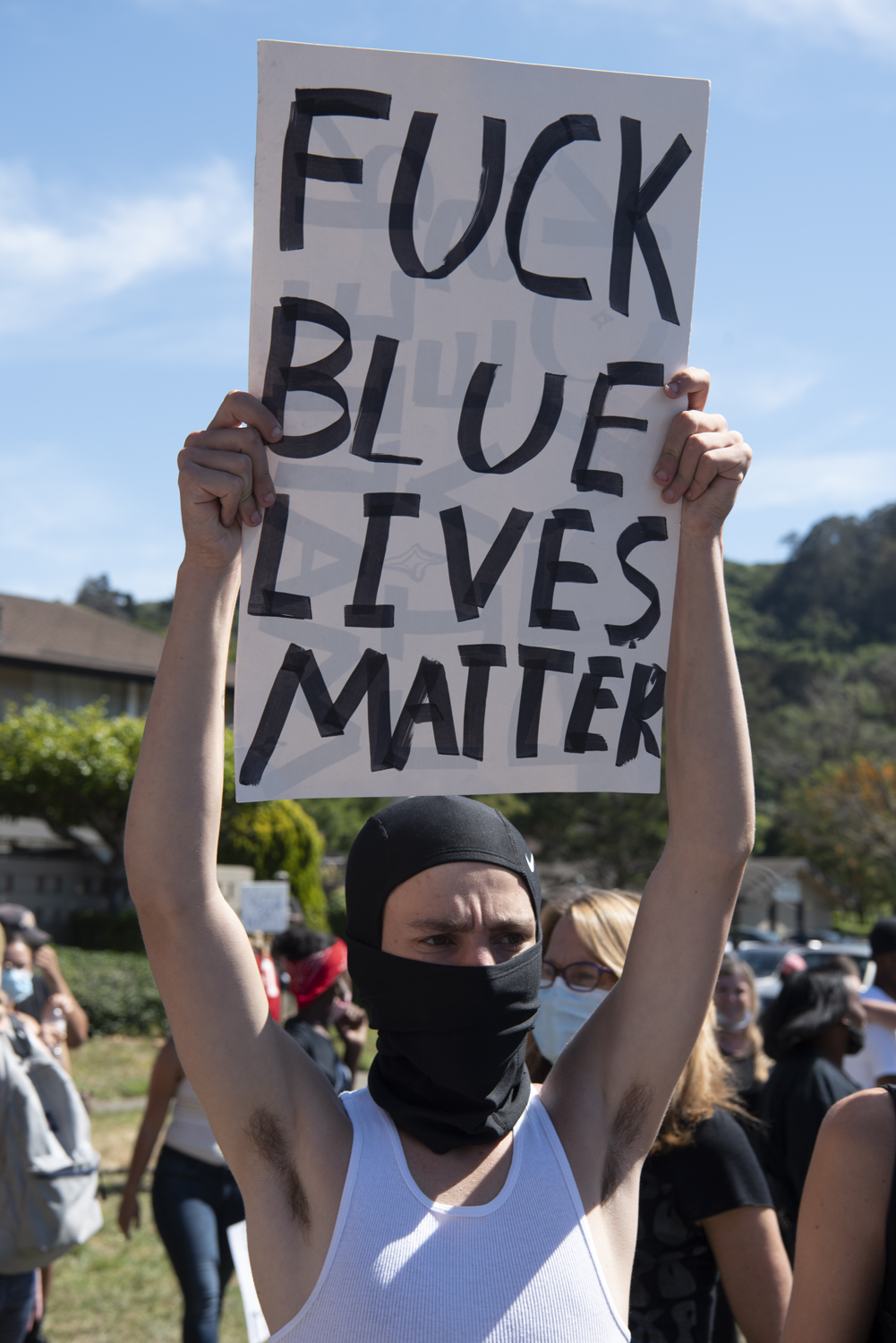
Une pancarte brandie pendant l'une des manifestations et émeutes consécutives à la mort de George Floyd, en mai-juin 2020 aux États-Unis.

Le mouvement est critiqué par l'Union américaine pour les libertés civiles (American Civil Liberties Union, ACLU) et par d'autres associations en raison de cette volonté de faire inclure le choix de carrière parmi les causes reconnues des crimes de haine, de même que la race, la religion ou l'orientation sexuelle,. 
Certains critiques de Blue Lives Matter remarquent que son travail ne peut jamais s'appuyer sur une identité profonde commune, ce que l'identité raciale permet. Une autre source de critique est que les policiers sont généralement respectés et honorés dans les communautés tandis que les Afro-Américains dans les zones urbaines sont soupçonnés d'être des voleurs et des profiteurs. 
Certains critiques des lois Blue Lives Matter votées par des États affirment que ces lois sont redondantes car attaquer ou tuer un policier entraînerait déjà une peine plus sévère que d'attaquer un non policier,,. D'autres, comme le chef de la police de St. Martinville, Calder Hebert, affirment que ces lois feront du refus d’obtempérer un crime de haine, ce qui a suscité des critiques car les crimes de haine sont des crimes contre lesquels les victimes sont ciblées en raison de caractéristiques identitaires telles que la race, l'orientation sexuelle ou le sexe,. Enfin, selon les données du FBI, la violence contre les policiers, ainsi que la criminalité en général, a diminué depuis 2004 sans ces lois, remettant en cause leur nécessité,,.

## Voir également
- Meurtres de policiers du NYPD en 2014 (en)
- All Lives Matter
- Black Lives Matter
- The Thin Blue Line (emblème)